# Katedra Najświętszej Maryi Panny Matki Kościoła w Mostarze
Katedra Najświętszej Maryi Panny Matki Kościoła w Mostarze (bośń. Katedrala Marije Majke Crkve) – główna świątynia diecezji mostarsko-duvnijskiej w Bośni i Hercegowinie.
Katedra została zbudowana w nowoczesnym stylu w latach 1975–1980. Wnętrze zdobią witraże autorstwa Ivo Dulcica oraz mozaika autorstwa Zdenko Grgica. W czasie wojny w Bośni świątynia uległa zniszczeniu. Obecnie odbudowana. Świątynia mieści się przy ulicy Nadbiskupa Čule.